# دانلپ پلیس (کالیفرنیا)
دانلپ پلیس (به انگلیسی: Dunlap Place) یک منطقهٔ مسکونی در ایالات متحده آمریکا است که در شهرستان مندوسینو، کالیفرنیا واقع شده‌است. دانلپ پلیس ۲۶۹ متر بالاتر از سطح دریا واقع شده‌است.